# Andrena bayona
Andrena bayona är en biart som beskrevs av Warncke 1975. Andrena bayona ingår i släktet sandbin, och familjen grävbin. Inga underarter finns listade i Catalogue of Life.